# Josef Mazura
Josef Mazura (* 23. April 1956 in Vyškov, Tschechoslowakei) ist ein ehemaliger tschechischer Fußballspieler und derzeitiger Fußballtrainer. Bei den Olympischen Spielen 1980 gewann er mit der Tschechoslowakischen Mannschaft die Goldmedaille.

## Spielerkarriere
Jozef Mazura spielte in seiner Jugend für Sokol Lysovice. 1973 wechselte der Außenverteidiger zu FC Zbrojovka Brno, wo er in der Saison 1977/78 mit 21 Jahren in der 1. Tschechoslowakischen Liga debütierte und gleich den Meistertitel feiern konnte.
Mazura stand im Kader der Tschechoslowakischen Mannschaft, die 1980 in der Sowjetunion die Goldmedaille bei den Olympischen Sommerspielen gewann.
Am 18. August 1981 bestritt Mazura sein erstes und einziges Länderspiel außerhalb der Olympiamannschaft. Die Tschechoslowakei spielte in Prag gegen eine UEFA-Auswahl. Obwohl es sich dabei nicht um ein Länderspiel im Wortsinn handelt, wird es als solches offiziell vom Tschechischen Fußballverband anerkannt.
Mit 30 Jahren wechselte Mazura zum VSE St. Pölten in die österreichische Regionalliga Ost, mit dem ihm der Aufstieg in die 2. Division gelang. Die Spielzeit 1987/88 verbrachte er beim belgischen Zweitligisten KSC Hasselt. Von 1988 bis 1998 spielte der Tscheche für den österreichischen Klub SV Stockerau, mit dem er 1991 sensationell den nationalen Pokalwettbewerb, den ÖFB-Cup, gewinnen konnte.

### Erfolge
- Tschechoslowakischer Meister 1978
- Österreichischer Pokalsieger 1991

## Trainerkarriere
Mazuras erste Trainerstation war in der Saison 1998/99 TJ Rousínov in der 5. Tschechischen Liga. Von 1999 bis 2002 arbeitete er als Co-Trainer beim FK Drnovice. Im April 2002 übernahm er nach dem Rücktritt von Karel Jarůšek den Posten des Cheftrainers, konnte den Abstieg aber nicht mehr verhindern. Drnovice wurde die Zweitligalizenz verweigert, der Klub startete nur in der MSFL, der 3. Liga. Mazura führte den Klub innerhalb von zwei Jahren zurück in die 1. Liga, die Mannschaft wurde Achter, verzichtete aber freiwillig auf eine Erstligalizenz.
Im Oktober 2005 übernahm Mazura die Mannschaft des 1. FC Brünn. In der Saison 2007/2008 trainierte der Tscheche den slowakischen Verein Spartak Trnava, Anfang Mai 2008 wurde er entlassen.
Von Juli bis September 2008 trainierte Mazura den FC Tescoma Zlín. Mitte Dezember 2008 wurde er Trainer des 1. FC Slovácko.